# Koula (Koulikoro)
Koula è un comune rurale del Mali facente parte del circondario di Koulikoro, nella regione omonima.